# Psychoda brevicerca
Psychoda brevicerca är en tvåvingeart som beskrevs av Huang och Chen 1992. Psychoda brevicerca ingår i släktet Psychoda och familjen fjärilsmyggor.
Artens utbredningsområde är Taiwan. Inga underarter finns listade i Catalogue of Life.